# 극지별상어
극지별상어(Gummy shark, Mustelus antarcticus)는 흉상어목 까치상어과에 속하는 물고기이다. 몸길이는 1.8m로 상어에서는 중소형인 어류에 속하는 어종이다.

## 특징과 먹이
극지별상어는 흰색의 반점과 은백색과 흰색이 어우러진 하복부를 가진 어종이다. 몸의 옆줄을 기점으로 몸의 등쪽은 보라색을 띄며 배쪽이 은백색과 흰색으로 이뤄져 있다. 몸은 납작하고 입이 길고 앞끝이 뭉특하다. 눈은 타원형으로 바로 뒤쪽에 작은 분수공이 존재한다. 영어권에서는 구미 샤크(Gummy Shark)라는 이름으로 불리며 한국어로 직역하면 거미 상어라는 이름이 된다. 극지별상어는 단단한 갑각류의 껍질을 벗지 않은 먹이를 분쇄하는 데에 적합한 평평한 이빨을 위턱과 아래턱에 갖추고 있으며 가장자리에는 톱니가 없는 것이 특징이다. 수컷 극지별상어는 1.57m까지 자라며 암컷 극지별상어는 1.8m까지 자라서 암컷이 수컷보다 더 크게 자란다. 등지느러미는 2개이며 제1등지느러미와 제2등지느러미의 크기는 동일하고 뒷지느러미의 기부는 제2등지느러미의 말단부에 있다. 꼬리지느러미는 윗쪽의 끝이 길게 뻗어 있고 아래쪽의 끝은 짧다. 먹이로는 멸치, 청어, 정어리와 같은 작은 물고기, 갑각류, 바다소금쟁이와 같은 해양 곤충, 갯지렁이, 오징어, 문어와 같은 두족류를 주로 잡아먹는 육식성물고기에 속한다.

## 서식지와 산란기
극지별상어는 오스트레일리아의 남부에 위치한 남서 태평양이 주된 서식지이며 연안으로부터 수심 300m까지의 해저에 서식하는 어종이다. 보통 표해수대에서 서식하는 경우가 많은 어류이다. 산란기는 11월~2월까지의 늦은 가을과 겨울로 산란기에 수컷의 수정을 받은 암컷은 11개월~12개월의 임신기간을 겨처 이듬해에 보통 14마리의 유어를 출산하고 많게는 57마리의 유어까지도 출산하는 난태생의 어류이다. 갓 태어난 유어는 꼬리지느러미의 기지에서 후방 아가미의 슬릿까지의 길이를 통해 측정하며 유어는 보통 30~36cm가 일반적이다. 극지별상어는 평균 수명이 16년이 되며 태어난지 4년이 되면 성어가 되어 성적으로 성숙해지게 된다.

## 같이 보기
- 흉상어목
- 까치상어과

1. ↑  Walker, T.I. (2016). “Mustelus antarcticus”. 《IUCN 적색 목록》 (IUCN) 2016: e.T39355A68634159. doi:10.2305/IUCN.UK.2016-1.RLTS.T39355A68634159.en. 2021년 11월 11일에 확인함.